# Joan Higginbotham
Joan Elizabeth Higginbotham (Chicago, Estados Unidos, 3 de agosto de 1964) es una astronauta e ingeniera estadounidense. Ha volado a bordo del Discovery en la misión STS-116 como especialista de misión. Es la tercera mujer afroamericana en ir al espacio, después de Mae Jemison y Stephanie Wilson.

## Biografía
Joan E. Higginbotham nació en Chicago, Illinois, y se graduó en la Whitney Young Magnet High School en 1982. Realizó un  Bachelor of Science por la Universidad del Sur de Illinois Carbondale en 1987, una maestría en ciencias administrativas en 1992 y otra maestría en sistemas Espaciales en 1996, ambas del Instituto Tecnológico de Florida.
Forma parte de las organizaciones Delta Sigma Theta, Sorority, Gulf Coast Apollo Chapter, la Asociación de Exploradores Espaciales (ASE), y es miembra de la junta de Sickle Cell Association del Texas.

## Carrera en la NASA

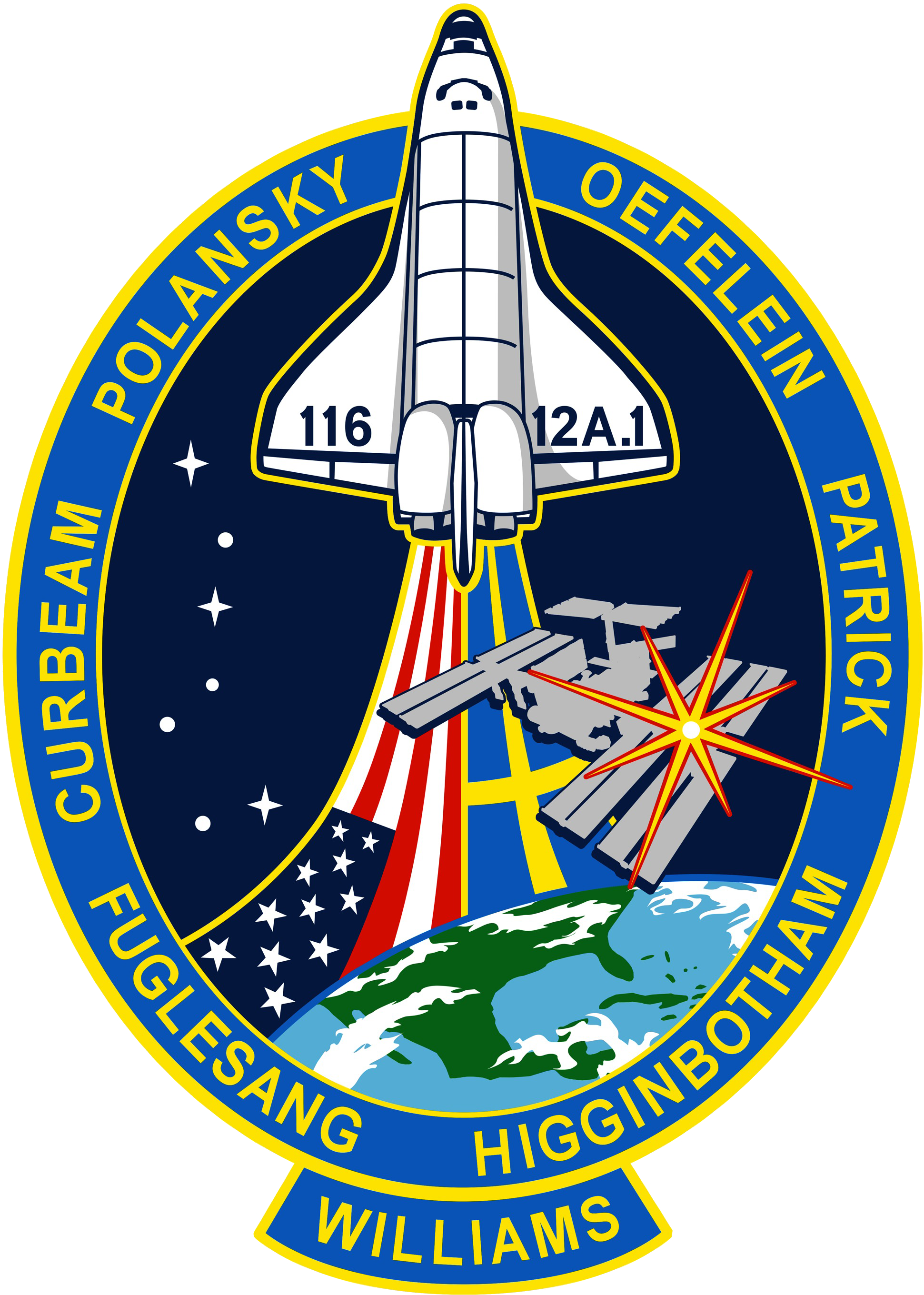
Insignia de la misión STS-116

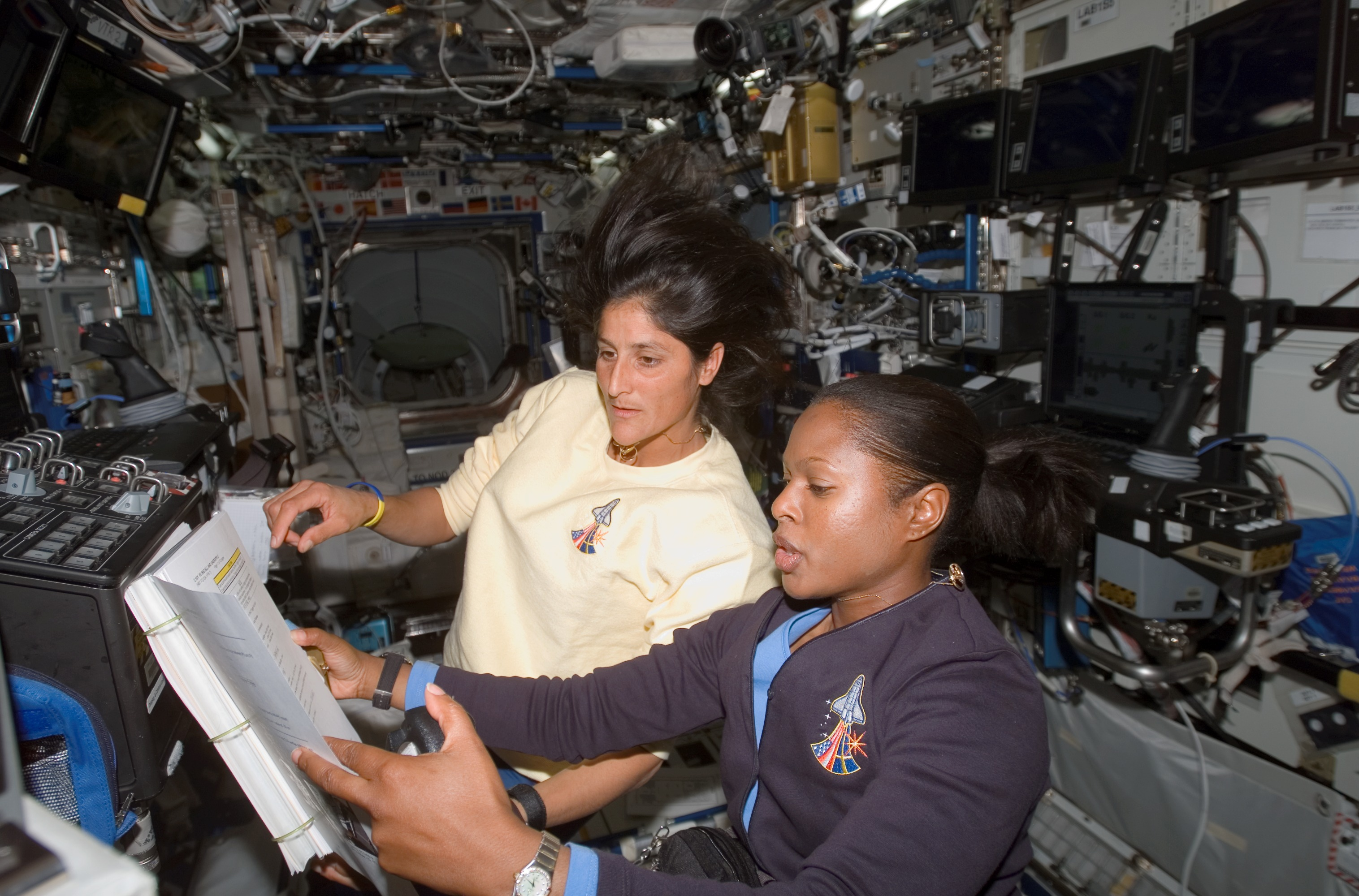
Joan E. Higginbotham (primer plano) y Sunita Williams hacen referencia a una lista de verificación de procedimientos mientras trabajan en el laboratorio del Destiny de la Estación Espacial Internacional durante el día cuatro del vuelo de STS-116

Higginbotham comenzó su carrera en 1987, en el Centro espacial John F. Kennedy, en Florida, como ingeniera eléctrica de carga en la División de Sistemas Eléctricos y Telecomunicaciones. En seis meses se convirtió en la líder de los experimentos Orbiter (OBSS) en el transbordador espacial Columbia. Trabajó en la reconfiguración de la bahía de carga útil del Shuttle para todas sus misiones  y llevó a cabo pruebas de compatibilidad eléctrica para todas las cargas útiles que volaban a bordo del Shuttle.
La dirección del Kennedy Space Center Home (KSC) también le encargó varias tareas especiales donde se desempeñó como asistente del personal ejecutivo del director de operaciones y gestión de transbordadores, dirigió un equipo de ingenieros para realizar análisis críticos del flujo del transbordador espacial en apoyo de una herramienta de modelo de simulación , y trabajó en una pantalla interactiva que detalla los procedimientos de procesamiento del Transbordador Espacial en Spaceport USA (Centro de Visitantes del Centro Espacial Kennedy).
Se desempeñó como ingeniera del proyecto orbital de respaldo para el transbordador espacial Atlantis, donde participó en la integración de la estación de acoplamiento orbital (ODS) en el transbordador espacial, utilizado durante las misiones de acoplamiento del Shuttle y la estación espacial Mir. Dos años más tarde, fue promovida a dirigir los proyectos de orbita para el transbordador espacial Columbia. Ocupó el puesto de líder técnica en ingeniería del gobierno en la sala de tiro, donde apoyó y administró la integración de pruebas de vehículos y solución de problemas. Participó activamente en 53 lanzamientos de transbordadores espaciales durante su mandato de 9 años en el Centro espacial John F. Kennedy.
En abril de 1996 fue seleccionada por la NASA como candidata a astronauta y pasó a estar en el Centro Espacial Johnson en agosto de 1996. Desde entonces, se le asignaron deberes técnicos en la Subdivisión de Carga Útil y Habitabilidad, el Shuttle Avionics Integration Laboratory (SAIL), la Subdirección de Apoyo de Operaciones (Ops) del Centro Espacial Kennedy (KSC), donde probó varios módulos de la Estación Espacial Internacional en cuanto a operabilidad, compatibilidad y funcionalidad antes del lanzamiento, la subcomisión del comunicador de cápsulas (CAPCOM) de la oficina de astronautas, en la puesta en marcha y apoyo de numerosas misiones de estaciones espaciales y misiones de transbordadores espaciales para la  Estación Espacial Internacional.
Su primera misión fue la STS-116, con la que registró más de 308 horas en el espacio, donde su tarea principal era operar el Sistema de Mobile Servicing System (SSRMS). También fue asignada a la misión STS-126, cuyo lanzamiento estaba previsto para septiembre de 2008, pero en noviembre de 2007 se retiró de la NASA para seguir su carrera en el sector privado.

### STS-116
La misión STS-116, del 9 al 22 de diciembre de 2006, partió con una tripulación de siete miembros. En esta misión de 12 días se prosiguió con la construcción del puesto de avanzada ISS al agregar el segmento de armadura espaciadora P5 durante la primera de cuatro caminatas espaciales. Las siguientes dos caminatas espaciales reconectaron el sistema de energía de la estación, preparándola para apoyar la adición de módulos de ciencia europeos y japoneses por los futuros equipos de transporte. La cuarta caminata espacial se agregó para permitir la tripulación coaxial y retraer un panel solar obstinado para doblarlo con forma de acordeón en su caja. el Discovery entregó un nuevo miembro de la tripulación y más de dos toneladas de equipos y suministros a la estación. Casi dos toneladas de artículos que ya no se necesitaban en la estación regresaron a la tierra con el transbordador de esta misión. La duración de la misión fue de 12 días, 20 horas y 45 minutos.

## Premios y honores
- Adler Planetarium Women in Space Science Award en 2007.[6]
- Medalla de servicio excepcional de la NASA.[7]
- Premio grupal por logros relacionados con el vuelo de STS-26 (el primer vuelo de transbordador después del desastre del Challenger).[1]
- Mención de mérito por el servicio a las misiones del Departamento de Defensa.[1]
- Premio Black Rose (2007) otorgado por la League of Black Women por su contribución a la igualdad de género.[7]
- Doctor honoris causa de Humanidades (2017) otorgado por la Universidad de Nueva Orleans.[7]